# Buniada Point
Das Kap Buniada Point liegt an der Küste Gambias in Westafrika zum Atlantischen Ozean. Es befindet sich auf Jinack Island an der Mündung des Jinnak Creek.